# Großsteingrab Schalkholz LA 72
Das Großsteingrab Schalkholz LA 72 war eine megalithische Grabanlage der jungsteinzeitlichen Trichterbecherkultur in Schalkholz im Kreis Dithmarschen, Schleswig-Holstein. Während des Endneolithikums wurde es für Nachbestattungen genutzt. Die Überreste des Grabs wurden 1941 archäologisch untersucht.

## Lage
Das Grab befand sich ganz im Süden von Schalkholz auf der höchsten Stelle einer Moränenkuppe am sumpfigen Nordufer der Tielenau. Hier befindet sich eine Furt, durch die der für den Fernhandel bedeutsame Ochsenweg verlief. Eine mittelalterliche Schanze, die den Weg absperrte, ist heute stark eingeebnet.
In der näheren Umgebung befinden bzw. befanden sich mehrere weitere megalithische Grabanlagen. Etwa 2,2 km nordwestlich des Grabs LA 72 und 1 km westlich der Ortsmitte von Schalkholz beim Gehöft Vierth liegt das Großsteingrab Schalkholz-Vierth (LA 33). Direkt südlich von diesem liegen zwei Langbetten (LA 34 und 37). Aus dem Gemeindegebiet von Schalkholz sind zudem ein weiterer erhaltener Langhügel (LA 58), zwei weitere zerstörte Großsteingräber (LA 80 und 100), zwei möglicherweise als zerstörte Großsteingräber anzusprechende Fundstellen (LA 68 und 98) und drei zerstörte Langhügel (LA 49, 50 und 54) bekannt. Darüber hinaus befinden sich im Gemeindegebiet zahlreiche Grabhügel.

## Forschungsgeschichte
Wann genau das Grab abgetragen wurde, ist nicht bekannt. Wahrscheinlich geschah dies irgendwann im 19. Jahrhundert. Im Oktober 1941 wurden an seinem Standort bei Kiesschachtarbeiten Steingeräte gefunden. Daraufhin wurde durch das Museum vorgeschichtlicher Altertümer in Kiel und das Dithmarscher Museum für Vorgeschichte in Heide eine archäologische Untersuchung der Fundstelle durchgeführt.

## Beschreibung

### Architektur
Diese Anlage besaß eine Hügelschüttung, die 1941 fast völlig eingeebnet war. Sie hatte einen Durchmesser zwischen 6 und 7 m und eine erhaltene Höhe zwischen 0,2 und 0,3 m. Die kleine rechteckige Grabkammer, die wohl als erweiterter Dolmen anzusprechen ist, war annähernd ost-westlich orientiert. Sie hatte eine Länge von etwa 2,6 m und eine Breite von etwa 1,6 m. Sämtliche Wand- und Decksteine waren entfernt worden, von drei Wandsteinen konnten aber noch die Standspuren ausgemacht werden. Ebenso wurden Reste der Außenverkleidung der Kammer festgestellt. Diese bestand aus Rollsteinen, die meist faust- oder kopfgroß, teilweise aber auch größer waren. Auch ein Mahlstein war in der Verkleidung verbaut worden. Das Bodenpflaster der Kammer bestand aus einer Schicht sorgfältig verlegter Granit- und Gneis-Platten, auf die eine 1–2 cm dicke Schicht aus zerschlagenem roten Granit-Grus aufgebracht worden war.

### Funde
Von den ursprünglichen Bestattungen haben sich keine Reste erhalten. Es wurden aber noch einige Beigaben gefunden, die Karl Kersten drei verschiedenen Zeitstufen zuordnete. Im Südostteil der Kammer lag ein scheibenförmiger Keulenkopf aus Porphyr, der nach Kersten zur ursprünglichen Bestattung der Trichterbecherkultur (3500–2800 v. Chr.) gehörte. In der Mitte der Kammer wurden vier vollständig oder in größeren Teilen erhaltene verzierte Keramikbecher und zwei schnurverzierte Scherben gefunden. In der Nähe wurde ein weiterer verzierter Becher entdeckt. Diese Keramikfunde ordnete Kersten einer Bestattung der Einzelgrabkultur (2800–2300 v. Chr.) zu. Bei der Abtragung des Hügels wurden an der Nordwestecke des Grabs drei Feuerstein-Dolche entdeckt. Zwei weitere Dolche lagen an der südlichen Langseite der Grabkammer. Sie stammen nach Kersten von einer oder mehreren Bestattungen der Dolchzeit (2350–1700 v. Chr.). Weiterhin wurde eine Feuerstein-Klinge geborgen, ihre genaue Fundstelle wurde aber nicht vermerkt.